# Batalla de Hulao
La batalla de Hulao (en chino: 虎牢之戰) del 28 de mayo de 621 constituyó una victoria decisiva para el príncipe Li Shimin de la dinastía Tang, gracias a la cual sometió a dos señores de la guerra rivales, Dou Jiande y Wang Shichong. El combate se libró en Hulao, un paso al este de Luoyang de gran importancia estratégica. Li Shimin había puesto bajo asedio la ciudad de Luoyang, la capital del autoproclamado emperador Wang Shichong, quien solicitó ayuda a Dou Jiande, un señor que tenía sus dominios al este. Sin embargo, Dou Jiande se retrasó demasiado y cuando por fin llegó, Li Shimin había reunido fuerzas suficientes para enfrentar la amenaza externa. El ejército Tang evitó el enfrentamiento en campo abierto hasta que las tropas enemigas estuvieron exhaustas, momento en el que ordenó una carga de caballería que arrasó las líneas de Dou Jiande y le tomó prisionero. Wang Shichong, no viendo otra alternativa, rindió Luoyang, y tanto su estado como el de Dou Jiande fueron absorbidos por Li Shimin. Dou Jiande sería ejecutado posteriormente, lo que llevó a algunos de sus antiguos seguidores, dirigidos por Liu Heita, a levantarse en una rebelión sin éxito contra los Tang. Hulao marcó el punto de inflexión en las guerras civiles que siguieron al colapso de la dinastía Sui, después de la cual la perspectiva de un triunfo final Tang nunca fue puesta en duda.

## Antecedentes
Durante los últimos años del reinado del segundo emperador de la dinastía Sui, Yang (r. 604-618), la autoridad de la dinastía comenzó a desvanecerse: los inmensos costes materiales y humanos de los prolongados e infructuosos intentos de conquistar el reino coreano de Goguryeo, unidos a los desastres naturales, causaron disturbios en las provincias, a la vez que los sucesivos fracasos militares erosionaban el prestigio del emperador y su legitimidad —«Mandato del Cielo»— entre los gobernadores provinciales. Yang, sin embargo, insistió con las campañas en Corea y cuando se percató de la gravedad de la situación, ya era demasiado tarde: mientras las revueltas se extendían en 616, abandonó el norte y se retiró a Yangzhou, donde permaneció hasta su asesinato en 618.
Los dirigentes y magnates locales reclamaron el poder a raíz de la retirada de Yang. En esta situación de anarquía, aparecieron numerosos señores que buscaron legitimarse en sus nuevas posesiones territoriales asumiendo títulos nobiliarios, reclamando algunos incluso la dignidad imperial. Entre los pretendientes mejor posicionados estaba Li Yuan, duque de Tang y gobernador en el noroeste de Taiyuan —región de la moderna Shanxi—. Descendiente de una noble familia relacionada con la dinastía hasta entonces reinante, y con una destacada trayectoria a sus espaldas, Li Yuan parecía un candidato bien situado para el trono. Su provincia poseía excelentes defensas naturales, una población fuertemente militarizada y se encontraba cerca de las capitales de Daxingcheng —Chang'an— y Luoyang. En el otoño de 617, Li Yuan y sus hijos Li Shimin y Li Jiancheng, dirigieron sus tropas hacia el sur. En una campaña relámpago derrotaron a las fuerzas Sui que trataban de obstaculizar su marcha y, el 9 de noviembre, irrumpían en Chang'an. Li Yuan estaba ahora firmemente situado como un importante competidor por el Imperio, y el 16 de junio de 618 se autoproclamaba como primer emperador de la dinastía Tang.
En una serie de campañas entre 618 y 620, los Tang, liderados por el talentoso Li Shimin, lograron neutralizar a sus rivales en el noroeste y repeler un ataque de Liu Wuzhou, que se había hecho con el dominio de Shanxi, pero aún tenían que expandir su potestad a la llanura nororiental y las actuales provincias de Hebei y Henan, lo que en palabras del historiador Howard Wechsler decidiría si la nueva dinastía «seguiría siendo un régimen regional o si tendría éxito en la unificación del país bajo su control». A principios de 620, dos grandes estados se habían establecido sobre aquella región. Henan estaba dominada desde su capital en Luoyang por Wang Shichong, un antiguo general Sui que se declaró a sí mismo primer soberano de la dinastía Zheng tras derrotar a otro caudillo sublevado, Li Mi, en la batalla de Yanshi y fagocitar su ejército y territorio. Hebei era administrada por Dou Jiande, otrora un cabecilla de bandidos que había protagonizado una revuelta contra los Sui ya en 611. Desde su base en el centro de Hebei había ampliado sus posesiones al sur del río Amarillo, reclamando para sí el título de «rey de Xia», y al igual que Wang y los Tang, también hacía uso del aparato burocrático preexistente para mantener su reino.

## La campaña de Li Shimin contra Wang y la marcha hacia el oeste de Dou Jiande

Li Shimin como Emperador Taizong (r. 626-649).

En agosto de 620, cuando Li Shimin apenas había concluido su victoriosa campaña contra Liu Wuzhou, empezó un enérgico avance desde Shanxi hacia Luoyang. Su progreso fue rápido: en septiembre las tropas Tang habían iniciado la construcción de un anillo de campamentos fortificados en torno a la ciudad, mientras que los destacamentos que habían penetrado hacia el sur, este y norte del territorio de Wang provocaron la defección de la mayoría del Henan central. Los monjes del monasterio colindante de Shaolin también se pusieron del lado de Li Shimin, derrotando a una partida de guerreros de Wang en el monte Huanyuan y capturando en el transcurso de la refriega a su sobrino, Wang Renze. Wang Shichong se encontraba ahora aislado en su capital y sus inmediaciones. Los Tang rechazaron sus repetidos intentos de romper el cerco, y la escasez de suministros de Luoyang fue a peor en el transcurso del invierno y peor aún durante la primavera. En marzo, la gente buscaba ya rastros de comida entre la basura, o comían tortas de arroz y barro.
En aquel momento, la única esperanza para Wang era la intervención de Dou Jiande, a quien había enviado emisarios en una fecha tan temprana como el año 620. Para Dou, la situación, tal como la presentaba su consejero Liu Bin, ofrecía tanto riesgos como oportunidades: si Luoyang caía, los Tang se fijarían entonces en él, pero si Dou intervenía y salvaba Luoyang, sería sencillo derrocar a un debilitado Wang y anexionar Henan a su propio estado Xia. Por lo tanto, fue probablemente intencionado el que Dou aguardase hasta abril, cuando la situación de Wang era crítica, para desplazarse al oeste a levantar el asedio de Luoyang. El ejército de Dou era una colosal hueste de aparentemente más de 100 000 efectivos, que las dos fuentes más coetáneas a los hechos elevan incluso a 120 000. Aunque posiblemente se trate de una exageración, un ejército de este tamaño entraba dentro de las capacidades de la época, ya que las tropas Xia iban igualmente acompañadas de un voluminoso tren de suministros que comprendía tanto carros como barcos.
Ante las noticias de su inminente llegada, algunos de los generales de Li Shimin le sugirieron que abandonase el sitio y se replegase por el oeste hacia Guanzhong, pero el príncipe Tang se negó a atenderles. Dejó la mayor parte de sus combatientes manteniendo el asedio, y con el resto se trasladó hacia el paso de Hulao, 97 km al este, y lo ocupó el 22 de abril. El paso estaba formado por la quebrada del río Sishui, rodeado en ambas orillas por escarpes y colinas empinadas que crecían desde el sur hasta las montañas Songshan, ofreciéndole una importancia estratégica de primer nivel —ha sido descrito como unas «Termópilas chinas»— ya que la ruta de este a oeste cruzaba a lo largo de la orilla meridional del río Amarillo.

## Punto muerto en Hulao y dilema estratégico de Dou
Cuando Dou Jiande y sus soldados llegaron al paso, se toparon con una ciudad amurallada y firmemente defendida por los Tang desde atrás, en los cerros occidentales. Dou acampó con sus tropas en Banzhu, una planicie 16 km al este del paso, y en las semanas siguientes se dirigió en varias ocasiones a Hulao para ofrecer batalla. Li Shimin, sin embargo, se limitó a permanecer atrincherado en su poderosa posición defensiva, desde la que su fuerza numéricamente inferior podría contener fácilmente a los Xia en caso de ataque. El príncipe Tang sabía que el tiempo jugaba en su favor, pues cada día de punto muerto acercaba todavía más a la guarnición de Luoyang a la hambruna y a la capitulación, y cuando esto ocurriese volvería a disponer de todos sus efectivos para lanzar una ofensiva.
Había otros pasos de montaña alternativos a través de las colinas cercanas a Hulao, pero eran más angostos e igualmente podían estar defendidos. Dado el tamaño del ejército Xia, la única alternativa que quedaba era sortear la posición Tang, ya fuera cruzando el río Amarillo hacia el norte o aventurándose más al sur hacia el paso de Huanyuan. En este sentido, uno de los funcionarios civiles de Dou, Ling Jing, sugirió cambiar radicalmente de estrategia, es decir, evitar cualquier choque con Li Shimin, cruzar a la orilla norte del río Amarillo y golpear directamente el corazón Tang en Shanxi, debilitándolos y forzándolos así a desatender la empresa de Luoyang, todo ello sin que significara bajas entre los Xia. El plan fue secundado por la esposa de Dou, pero no fue aprobado por la vehemente oposición de sus generales. Aparte del menosprecio natural de los militares profesionales hacia la recomendación de alguien a quien consideraban un «general de sillón», esta negativa es también atribuida por fuentes posteriores como el Libro Nuevo de Tang a los sobornos que algunos de ellos habrían recibido de manos de agentes de Wang Shichong, en una maniobra encaminada a asegurar que el socorro de Luoyang no saliera de los planes de Dou.
Cualesquiera que fuesen los motivos reales, el historiador militar David Graff sostiene que las preocupaciones logísticas habrían jugado el papel más importante en la decisión de Dou de continuar en Banzhu, ya que el abastecimiento de su multitudinario ejército dependía por completo de su proximidad al río Amarillo y su red de canales. Por otra parte, la naturaleza heterogénea de la hueste Xia, que incluía miembros de facciones derrotadas por Dou en el pasado y cuya lealtad era dudosa, le impedía dividir su ejército y asignar destacamentos a misiones independientes.

## La batalla del paso de Hulao

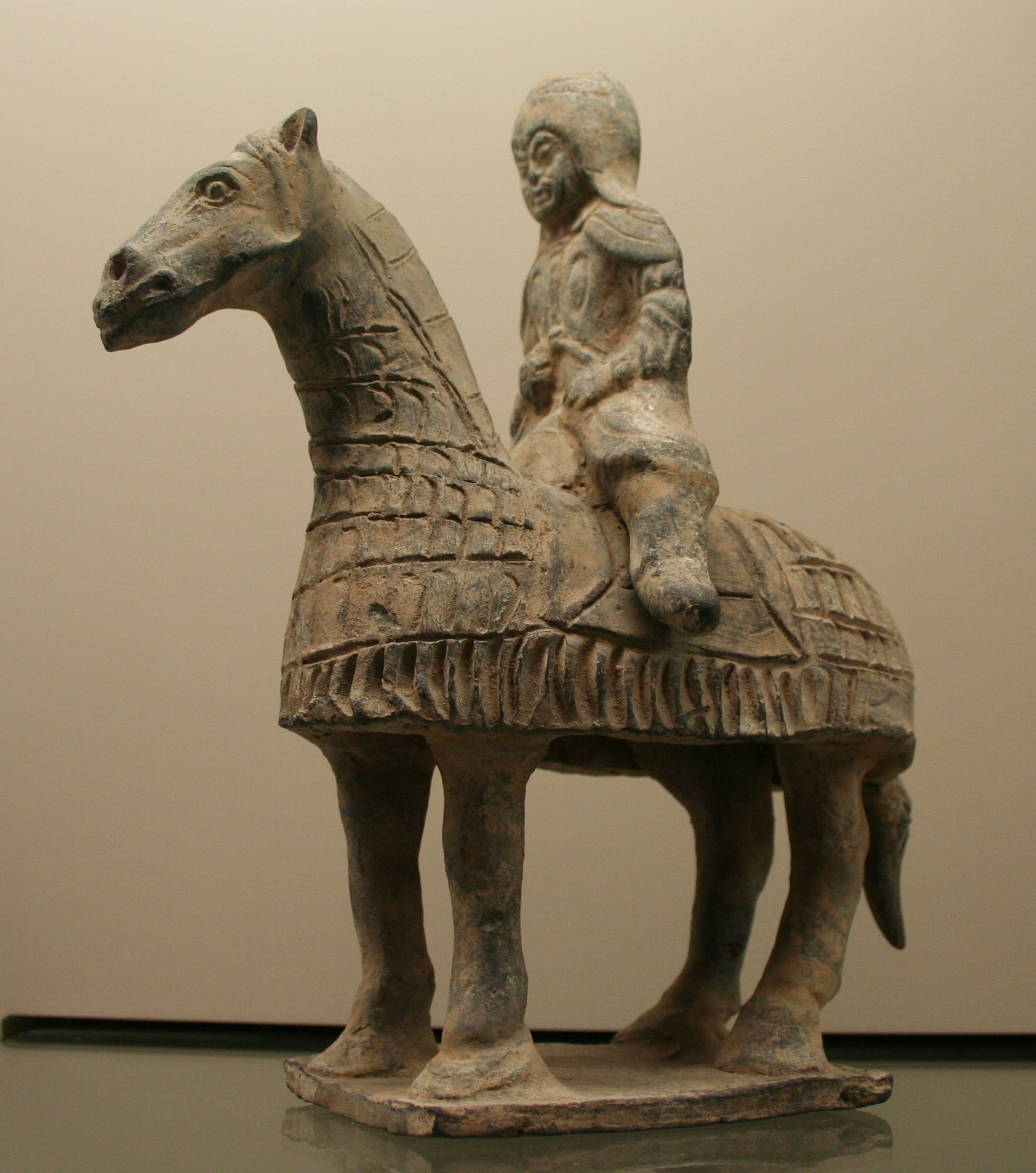
Escultura de terracota de un caballero pertrechado de la dinastía Wei del Norte (386-534). La caballería era escasa en los ejércitos chinos, y jugaba un papel decisivo en las batallas. En contraste con esta estatuilla, la mayoría de los jinetes Tang estaban dotados de armadura, pero no sus caballos, a fin de darles mayor movilidad.

Transcurrido un mes, el príncipe Tang decidió forzar un enfrentamiento. Las razones de Li Shimin para este movimiento son desconocidas: Graff sugiere que «es posible que creyera que la moral de los hombres de Dou se había deteriorado, y es muy probable que no quisiera permitir al expuesto ejército Xia retirarse a la seguridad de Hebei después de que Luoyang hubiera caído», o bien que estuviera frustrado por la denodada resistencia de Luoyang. Al mismo tiempo, Li Shimin parecía evidentemente decidido a aprovechar la oportunidad que le ofrecía la situación táctica para anotarse una victoria contundente sobre Dou, que daría lugar a una rápida absorción de sus dominios por los Tang.
Para atraer a su enemigo a la contienda, Li Shimin lanzó su caballería a una incursión contra las líneas de suministro de Dou, y dispuso sus tropas en Hulao de manera que pareciese que solo estaba presente una pequeña fuerza. Dou mordió el anzuelo, y en la madrugada del 28 de mayo movilizó una gran parte de su ejército frente a Hulao, desplegando sus tropas a lo largo de la orilla oriental del río Sishui. Siguiendo las instrucciones de Li Shimin, las tropas Tang no se desplegaron para la batalla, sino que permanecieron en sus sólidas posiciones defensivas, esperando a que sus adversarios se cansasen e iniciaran el repliegue. En ese momento los Tang, según Graff, «avanzarían a la carrera y se abalanzarían sobre el ahora desmoralizado y desorganizado ejército Xia». Era este el patrón estratégico habitual en Li Shimin, que ya había empleado para prevalecer sobre Xue Rengao and Liu Wuzhou: el príncipe dejaba avanzar al enemigo, estirando sus líneas de suministros, y optaba por situarse en una posición adecuada y fácilmente defendible desde donde enfrentarlos. Evitaba así una confrontación directa y en su lugar concentraba sus razias en la red de abastecimiento enemiga, en espera de cualquier signo de debilidad o de una maniobra de retirada. Entonces él lanzaría una ofensiva sin cuartel con el objetivo de lograr un éxito abrumador en el campo de batalla, que se tornaba decisivo cuando lo hacía seguir de «una implacable persecución de la caballería» en palabras de Graff, para así sacarle el máximo provecho y provocar el colapso integral del régimen de su oponente.
El plan de Li Shimin fue un éxito: sin contar las escaramuzas entre los escuadrones de caballería de ambos bandos, los dos ejércitos se mantuvieron en punto muerto desde alrededor de las 08:00 hasta el mediodía, cuando las tropas Xia comenzaron a mostrar signos de sed y agotamiento. Li Shimin, que contemplaba los movimientos desde las alturas, se dio cuenta de esto y envió 300 soldados de caballería en un ataque de sondeo. Cuando vio que los desmoralizados Xia retrocedían ante este asalto, envió más efectivos de su caballería para aislar el flanco izquierdo de Dou desde el sur. Dou reaccionó ordenando la retirada general desde el río hasta la mejor posición defensiva ofrecida por el escarpe oriental del valle del Sishui, pero esta maniobra creó confusión en las líneas Xia, rompiendo su orden de batalla. En espera de esta oportunidad, Li Shimin ordenó a su ejército lanzar un ataque total contra los Xia, liderado por él mismo a la cabeza de su caballería restante. Li Shimin siempre dirigía a sus hombres desde el frente —acompañado de una fuerza de élite de 1000 caballeros de armaduras y ropajes negros—, como de hecho hacían la mayoría de los líderes militares chinos de la época, de los que se esperaba que probasen su valentía personal y motivasen a sus guerreros con su ejemplo, en lugar de permanecer en la retaguardia coordinando su ejército.
La consiguiente batalla fue sangrienta, y se decidió cuando Li Shimin y una parte de su caballería atravesaron las líneas Xia, rompiéndolas y alcanzando el escarpe oriental, donde plantaron los estandartes Tang a la vista de los dos bandos. Esto, junto a la llegada del grueso de la caballería Tang tras el flanqueo al ala izquierda enemiga, fue posiblemente lo que causó la desbandada del ejército Xia: acorralado entre las fuerzas Tang y los acantilados del este, 3000 soldados Xia cayeron en el campo o en la posterior persecución, y más de 50 000 fueron tomados prisioneros. Entre estos se incluía el propio Dou Jiande, que fue herido y capturado mientras trataba de encontrar una forma de cruzar el río Amarillo.

## Consecuencias
El triunfo Tang en Hulao significó el final para Luoyang: desprovisto de cualquier esperanza, Wang Shichong se rindió el 4 de junio, después de que Li Shimin presentase a su prisionero Dou Jiande rodeado de su camarilla de generales capturados frente a los muros de la ciudad. En marcado contraste con la indulgencia con que los Tang solían tratar a la mayoría de sus rivales derrotados, Dou Jiande y Wang Shichong conocieron un trato inflexible: Dou fue enviado a Chang'an, donde fue ejecutado, mientras que a Wang se le permitió aparentemente retirarse al exilio, pero fue asesinado durante el trayecto. La esposa de Dou y sus altos funcionarios lograron escapar del campamento Xia y buscar refugio en Hebei, pero aunque algunos querían seguir luchando en nombre del hijo adoptivo de Dou, la mayoría, incluido el influyente Qi Shanxing, consideraron el resultado del combate como una señal de que los Tang poseían el «Mandato del Cielo», el derecho divino a gobernar. El 10 de junio, los Xia se rendían formalmente a los Tang, siguiendo su ejemplo en los días siguientes Xu Yuanlang, aliado de Dou, y Shibian, hermano de Shichong.
Como escribe Graff, «la gran victoria en Hulao fue el choque singular más decisivo de las guerras civiles que separan el colapso Sui de la consolidación de la autoridad Tang». Al derrotar a Dou Jiande y a Wang Shichong, los Tang eliminaron a sus dos rivales más fuertes y atrajeron a su control a la llanura nororiental, asegurando así un poder indiscutible sobre todas las demás facciones, si bien la autoridad Tang aún no había abarcado toda China y siguieron produciéndose nuevas rebeliones durante unos años más. La más notable de estas se produjo antes de acabar el año 621, cuando los antiguos funcionarios Xia de Hebei se levantaron en reacción a la ejecución de Dou Jiande, bajo las órdenes de su excomandante de caballería Liu Heita. Sin embargo, el resultado final de la guerra civil había sido decidido en Hulao, y los diversos líderes rebeldes fueron derrotados uno a uno. El último de ellos, Liang Shidu de Shuofang, fue vencido en junio de 628, marcando el fin de la guerra.
A finales de 629, Li Shimin, ya emperador de China, ordenó la construcción de monasterios budistas en los escenarios de siete de las batallas que había librado durante la guerra civil. En un gesto que ilustra el deseo del emperador de tender puentes y sanar las divisiones del conflicto, para Hulao escogió el nombre de Templo de la Igualdad en la Conmiseración.